# Paweł Rochala
Paweł Andrzej Rochala (ur. 1968) – polski pisarz i historyk wojskowości z zamiłowania, zawodowy oficer Państwowej Straży Pożarnej. Autor wielu artykułów i felietonów do branżowej prasy strażackiej. Żonaty, ma dwoje dzieci.
Odznaczony Brązowym (2005) i Srebrnym (2017) Krzyżem Zasługi oraz Srebrną Odznaką „Zasłużony dla Ochrony Przeciwpożarowej” (2015)

## Wybrane publikacje
- Pożarnictwo:
  - Taktyka. T. 13. Warszawa: 2003, seria: ABC strażaka ochotnika. Brak numerów stron w książce
  - Bolesław Chomicz i jego czasy : biografia strażacka. Skierniewice; Warszawa: Komenda Główna Państwowej Straży Pożarnej, 2019.
  - Czy ogień boi się strażaka. Bielsko-Biała: Wydawnictwo Dragon, 2020.
- Historyczne książki popularnonaukowe: 
  - Cedynia 972. Warszawa: Bellona, 2002, seria: Historyczne Bitwy. ISBN 83-11-09542-6. Brak numerów stron w książce
  - Niemcza 1017. Warszawa: Bellona, 2004, seria: Historyczne Bitwy. ISBN 83-11-09871-9. Brak numerów stron w książce
  - Imperium u progu zagłady. Najazd Cymbrów i Teutonów. Warszawa: Bellona, 2007. ISBN 978-83-11-10634-5. Brak numerów stron w książce
  - Las Teutoburski 9. Warszawa: Bellona, 2008, seria: Historyczne Bitwy. ISBN 83-11-10172-8. Brak numerów stron w książce
  - Powstanie Spartakusa 73-71 p.n.e. Zabrze: Inforteditions, 2009, seria: Bitwy/Taktyka. ISBN 978-83-89943-42-2. Brak numerów stron w książce
  - Vercellae 101 p.n.e.. Warszawa: Bellona, 2013, seria: Historyczne Bitwy. ISBN 978-83-11-12732-6. Brak numerów stron w książce
- Powieści:
  - Bogumił Wiślanin. Warszawa: Świat Książki, 2005. Brak numerów stron w książce
  - Baśń średniowieczna. Warszawa: Świat Książki, 2007. Brak numerów stron w książce
  - Ballada o czarownicy. Warszawa: Czarno na Białym, 2018.